# 미스 페레그린과 이상한 아이들의 집
《미스 페레그린과 이상한 아이들의 집》(영어: Miss Peregrine's Home for Peculiar Children)은 2016년에 9월 개봉한 3D 다크 판타지 모험 영화이다. 감독은 팀 버튼으로, 랜섬 릭스의 소설 《페러그린과 이상한 아이들의 집》을 원작으로 한다. 에바 그린, 에이사 버터필드, 크리스 오다우드, 앨리슨 재니, 루퍼트 에버릿, 테런스 스탬프, 엘라 퍼넬, 주디 덴치, 새뮤얼 L. 잭슨 등이 출연한다.

## 출연진
- 에바 그린 - 미스 페레그린
- 에이사 버터필드 - 제이콥 포트먼
- 새뮤얼 L. 잭슨 - 남작
- 크리스 오다우드 - 프랭클린 포트먼
- 앨리슨 재니 - 골런 박사
- 테런스 스탬프 - 에이브러햄 포트먼
  - 캘럼 윌슨 - 어린 시절
- 주디 덴치 - 미스 아보체
- 루퍼트 에버렛
- 킴 디킨스

### 이상한 아이들
- 엘라 퍼넬 - 엠마 블룸
- 로런 매크로스티- 올리브 아브로홀로스 엘레판타
- 캐머런 킹 - 밀러드 널링스
- 피렌디 맥밀란 - 이넉
- 픽시 데이비스 - 브로윈
- 조지아 펨버튼 - 피오나
- 라피엘라 채프먼 - 클레어
- 헤이든 킬러-스톤 - 호러스
- 마일로 파커 - 휴
- 토머스 오드웰 - 쌍둥이
- 조지프 오드웰 - 쌍둥이
- 루이스 데이비슨 - 빅터